# Zoltán Fodor-Lengyel
Zoltán Fodor-Lengyel o simplemente Zoltán, (nacido en 1963 en Budapest, Hungría).
El mundo artístico de Zoltán consta de múltiples capas por las circunstancias de su vida.
Descubrió el mundo de las Bellas Artes en Hungría, donde comenzó sus estudios con el pintor Ernő Fischer. De su maestro aprendió s ser abierto de mente, a innovar, a ser disciplinado, la técnica y la obligación ética de ejercer de modo puro el oficio.
Después de este período Zoltán se dirigió a París, donde continuó sus estudios de artes gráficas en la Universidad Sorbonne. 
La capital mundial europea de las bellas artes dejó huellas notables en su visión del mundo y de las artes. 
Posteriormente se trasladó a España por motivos profesionales, en donde, gracias a una mezcla única de culturas, conformó la paleta de colores que es característica de su trabajo.
Zoltán logró construir su arte como un fenómeno que representa su propio modo de ver la vida: las distintas vivencias de diferentes índoles y los diferentes lenguajes culturales se entrelazan y conducen hasta la formación de un prisma muy personal.
Zoltán conoce el poder de la línea, sabe que saber dibujar es la base de todo lo que tiene que ver con las Bellas Artes. 
Conoce también la importancia del corazón, la fuerza de construir un cuadro, de crear su atmósfera, sabe realizar la composición dentro del margen dado por el lienzo de forma que éste por sí mismo sea capaz de transmitir el valor de la obra.
El arte de Zoltán se caracteriza por la toma de posesión de estos instrumentos profesionales, mientras que va formándose su visión del mundo, por lo que podemos ir reconociendo a un artista que piensa con responsabilidad sobre la vida.
Después de sus inicios con el dibujo al que tanto ama, continuó con pinturas que son capaces de grabar en sus atmósferas el romanticismo y la belleza de la vida.
Lóránd Bereczky

## Reseña biográfica
Zoltán Fodor-Lengyel Nace en Budapest el 1 de marzo de 1963.
Su educación artístico-cultural transcurre entre Budapest  (Universidad Eötvös Lóránd, Facultad de Letras) y París (Universidad de la Sorbona, Facultad de Bellas Artes). 
A los  20 años firma un contrato exclusivo con la Galería Art 3000  y en 1986 se convierte  su director artístico.
Ha inaugurado,  desde el principio de los años ochenta hasta la actualidad, cerca de doscientas  exposiciones individuales en Hungría, Austria, Alemania, Bélgica, Suiza, Reino Unido, Francia, Rusia, Estados Unidos, Italia y España.
Reside y trabaja en Madrid, donde dirige la Fundación Apoyo el Arte.
Numerosas obras suyas se encuentran en colecciones internacionales, museos e  instituciones.
Ha publicado once  libros, cerca de cien catálogos y otras publicaciones. 
Sus creaciones aparecen en numerosas reproducciones de obra gráfica, en cerámica, portadas de libros y otras ediciones.
Es protagonista en varios documentales monográficos sobre su vida para diferentes cadenas de televisión. 
Su presencia en los medios de comunicación ha sido constante. Ha protagonizado más de 400 reportajes.

### Premios
1988 Internacional Gran Premio Goya de las Artes (Asociación Belga-Hispánica)
1997 Premio Movimiento Olímpico
2006 Premio Álvaro Mutis
2007 Nombrado  Excmo. Académico Correspondiente en la Real Academia de Bellas Artes de Cádiz
2008 Medalla de Oro de la Real Academia de Bellas Artes de Cádiz
2009 Distinción de la Asociación Periodística Primera Plana
2011 Premio Ciudad de Cegléd
2016 Medalla de Oro Europea al Mérito en el Trabajo
2016 Premio Amigo de la Decana
2017 Premio Escalera del Éxito
2017 Condecoración Cruz de Oro al Mérito de la República de Hungría
2018 Caballero de la Orden de Caballería de 1956
2018 Premio de Arte “Por los húngaros en el mundo”

### Primeros trabajos
Las primeras obras y series  de Zoltán  durante los años ochenta  se caracterizan temáticamente por la influencia de la literatura, historia y la música. Los grandes maestros y  la perfección del dibujo son omnipresentes en las series de gráficas de esta  época.  Series  como “Cuentos de la Biblia” (1982), “Fausto (1983)”,  “La mitología del siglo XX” (1984) “La  tragedia humana”  (1985) son sus colecciones de estos años en  París. Obras gráficas de gran formato. En algunos casos  ya se puede observar la utilización de materias y el relieve, técnica que años más tarde va a ser habitual en su pintura. El público de París y luego de toda Europa valora bien sus exposiciones. Con la dirección de la Galería Art 3000 se organizan decenas de exposiciones. Ya en esta época se nota su profesionalidad para organizar las muestras, hacer ediciones y mantener una relación continua con la prensa. 
A finales de la década de los ochenta su pintura intelectual adquiere rasgos más personales y filosóficos. Las series “Desplumada” (1986)  “Beso a las musas” (1987), “Amantes de Sappho” (1988) hablan de las vivencias amorosas y las relaciones de pareja. Es en esta época cuando empieza trabajar el óleo sobre lienzo.

### Segunda etapa
Con su cambio de residencia de París a Madrid se le abren nuevos horizontes. Según él, descubre los colores viviendo en un país mediterráneo.  Las series “El futuro de la aviación” (1990), “Telarañas” (1991) dan fe de los cambios de su interpretación pictórica.
Su gran capacidad de trabajo se puede observar en la serie de “Homenaje al Greco”  (1992) de casi 90 lienzos.  En esta serie se consigue el reconocimiento del público español. Varias obras de la serie terminan en colecciones importantes, lo que significa una gran repercusión  mediática. Pinta obras de esta serie para el Palacio de la Zarzuela, para el Museo Olímpico de Lausanne, para el Comité Olímpico Húngaro y para el primer Festival Mundial Ecuestre. Pero  la obra más importante de la serie es  para la compañía de discos Warner, para la portada de disco Edda. Esta obra finalmente se termina en la colección de la Galería Nacional de Hungría.
En los años noventa trabaja en series grandes con cierta influencia escultórica que se demuestra por  la utilización de la técnica de relieve en los lienzos. Es una pintura muy personal. La búsqueda de la belleza humana y el respeto de las ideas de los maestros clásicos es evidente en la serie “La exposición” (1995), presentada en el Museo Vasarely de Budapest. Todo tipo de ediciones impresas acompañan esta muestra. 
Series sobre, según él,  “temas muy triviales, pero al final interesantes de tocar”,  como “Colores perfumados” (1996), “Macro bodegones” (1997) “Refugios” (1998), “Bailar la danza” (1999)  “Ninfas”(2000). En ella sus colores llegan a vibrar intensamente jugando con la textura. En estas obras se le deja llevar más por los instintos de la naturaleza que de la filosofía. Es interesante ver el gran interés del público cuando Zoltán pinta estos temas. 
En esta época termina su obra arquitectónica, la “Caja de cristal “, donde se instala su nuevo estudio. Aquí nace su serie más desenfadada y feliz “Puro aire” (2001) celebrando su unión con la naturaleza.  Esta serie de 90 obras,  acompañada por la lujosa edición de un libro, tiene un rotundo éxito  internacional. Tiene exposiciones en Miami, New York, Moscú, Budapest y en Madrid. 
Un año más tarde, con la serie “Del amor y muerte”  (2002), da otro gran giro a su pintura. Después de su divorcio, sus lienzos pintados en blanco y negro combinando con metales reflejan su estado de ánimo y llaman mucho la atención. El luto y su tristeza se plasman en efectos de estilo gráfico y  con cuerpos humanos pintados de forma muy potente.
Después de un año sabático y de viajes por todo el mundo empieza su serie “Mi renacimiento” (2004), celebrando la llegada de un nuevo amor. Su pintura representa en este momento la reconciliación con el mundo y con la belleza de la vida, encontrada de nuevo. Son obras que integran la naturaleza  y  el ser humano recién nacido. Reapareciendo de las raíces, los cuerpos típicos de Zoltán vuelven a vivir. De esta serie tiene años más tarde una exposición importante en la Expo Mundial 2015 de Milano en el pabellón Húngaro, representando su país natal. 
El año siguiente muere su abuela, lo que le afecta mucho. La recuerda primero con un retrato magnífico, después con la serie “Pompeji”  (2006). En esta serie se puede ver de nuevo el lado más humano del pintor. Con suaves pinceladas representa cuerpos humanos entrelazados, abrazados en su último adiós, antes de la desaparecer. El simbolismo escogido para representar estos sentimientos lo obtiene de la historia trágica de la ciudad de Pompeya. 
También muy personal  la serie “Embriones” (2007), donde habla de su carencia de hijos. Los embriones formándose, con un trato expresivo de los relieves hacen que el mensaje pictórico emocione al público. 
La pintura de Zoltán siempre habla de la vida. Así lo hace también en la serie “Médos”  (2008).  En ella vuelve  a sus inicios en lo sentimental y en su técnica, el dibujo de lápiz, a  los años ochenta. Después de muchos años esta es la primera serie que empieza pintar en su ciudad natal, Budapest. En “Médos”, cuerpos sensuales reaparecen entre raíces. 
Después de varias décadas viviendo en España quiere dar un homenaje a este país con la serie “Oe y olé” (2011). En ella hace su reinterpretación en el siglo XXI de motivos tradicionales españoles. Figuras bailando y toreando en un espacio geométrico que generan unas obras llenas de movimiento y dinamismo. 
En estos últimos años el interés de Zoltán vuelve a los formatos grandes. Pinta murales de considerado tamaño por encargo de empresas, o instituciones. También sigue trabajando con esculturas después de su última serie “Ilusiones” (2001).
A lo largo de su carrera pinta también decenas de retratos. Los más destacados son “El último abrazo” (2006), “Homenaje a Puskás” (2011), “Santiago de Santiago” (2013)
En el año 2016, el 60.º aniversario de la Revolución húngara de 1956, le encargan a realizar un monumento para la memoria de dicha revolución. El Monumento "Patria" creado por Zoltán se encuentra en Madrid, en un parque, lindadno con la calle Budapest, en el barrio de Las Rosas.
El número de sus exposiciones sigue creciendo año tras año por todo el mundo, así como su reconocimiento internacional.
En el año 2017 se vuelca con su deporte de la infancia. El judo.Crea para la Federación Internacional de Judo la escultura pública de bronce “Combat”, por el motivo del Campeonato Mundial de Judo, celebrado en Budapest.  Su escultura finalmente se instala en el Museo Olímpico en Lausanne, en Suiza. También trabaja con un mural de 11 metros para la Federación húngara de Judo.
En este año 2017 le llega el reconocimiento del Estado de Hungría. Recibe la Condecoración “Cruz de Oro al Mérito de la República de Hungría”.
En el año 2018 será admitido como miembro en la Academia de Bellas Artes de Hungría. En este mismo año  Zoltán es investido Caballero de la Orden de Caballería de 1956 y además  recibe  el Premio de Arte “Por los húngaros en el mundo” de la Fundación Panorama.